# Nissan Bluebird
O Nissan Bluebird é um carro compacto e médio porte lançado em 1957. Foi o sedan mais reconhecido internacionalmente da Nissan, em várias carroçarias, e é conhecido por sua confiabilidade e durabilidade. O concorrente tradicional do Bluebird foi o Toyota Corona desde o início da linha de produtos.
Algumas versões desse modelo foram equipadas com transmissão continuamente variável (Câmbio CVT).

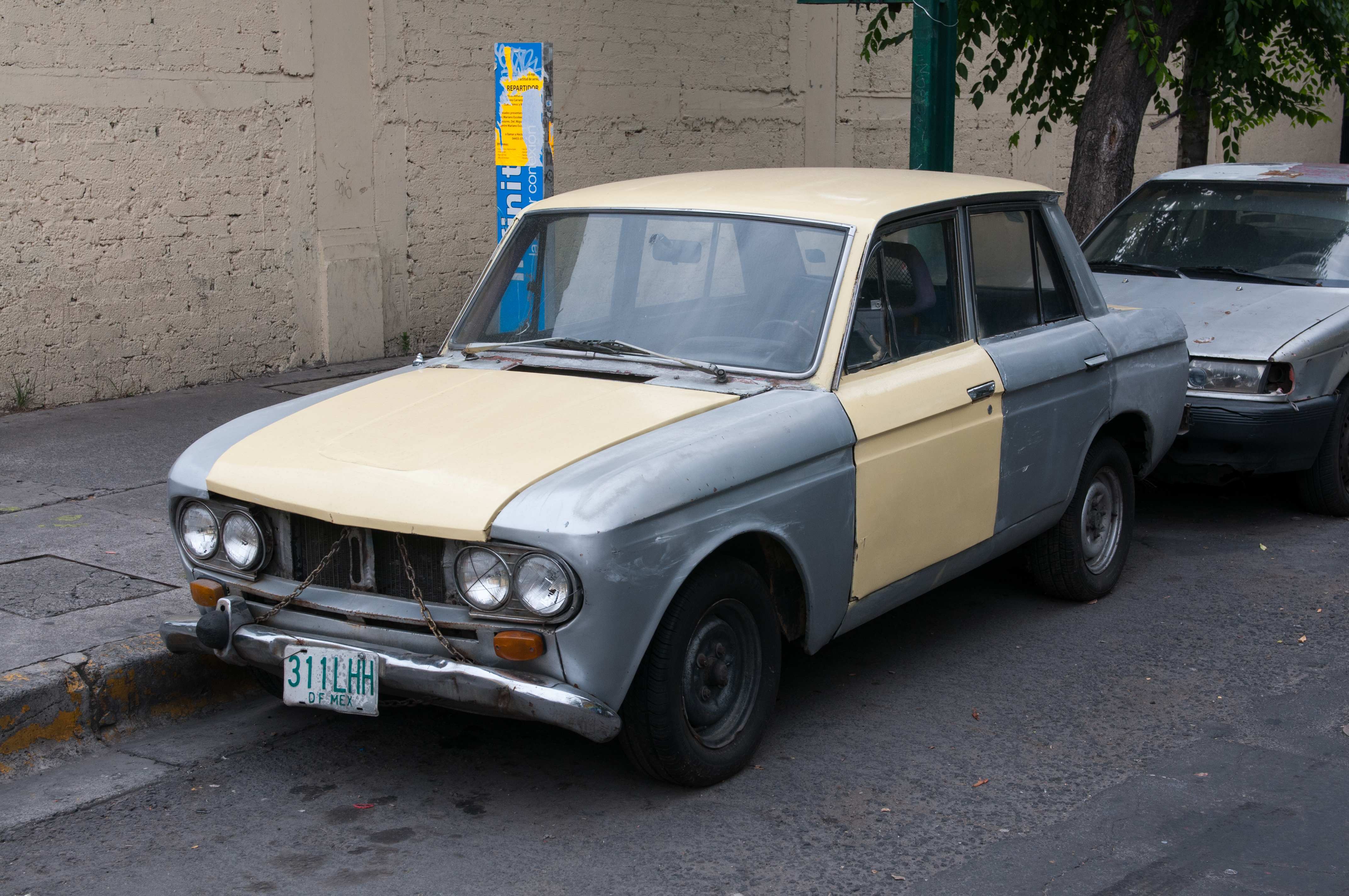
Datsun Bluebird P410